# Hans Martin Bury
Hans Martin Bury (ur. 5 kwietnia 1966 w Bietigheim) – niemiecki polityk, przedsiębiorca i bankowiec, poseł do Bundestagu, w latach 1999–2005 minister stanu w niemieckich rządach.

## Życiorys
W latach 1985–1988 studiował zarządzanie przedsiębiorstwem na uczelniach w Stuttgarcie i Mosbach. Do 1990 pracował w banku spółdzielczym Volksbank Ludwigsburg eG.
Od 1988 członek Socjaldemokratycznej Partii Niemiec, rok później został przewodniczącym jej organizacji młodzieżowej Jusos w powiecie Ludwigsburg. W 1997 wszedł w skład zarządy SPD w Badenii-Wirtembergii. W 1990 po raz pierwszy został wybrany do Bundestagu. Mandat poselski sprawował przez cztery kadencje do 2005. Od 1999 do 2002 był ministrem stanu w urzędzie kanclerza Gerharda Schrödera, następnie do 2005 pełnił funkcję ministra stanu w resorcie spraw zagranicznych, odpowiadając za sprawy europejskie.
Po odejściu z polityki był dyrektorem zarządzającym w banku Lehman Brothers, gdzie nadzorował bankowość inwestycyjną w Europie. W 2008, po bankructwie tej instytucji, został dyrektorem zarządzającym w Nomura Bank Deutschland GmbH, który przejął część Lehman Brothers. W 2009 objął funkcję partnera zarządzającego w przedsiębiorstwie konsultingowym Hering Schuppener Consulting

## Odznaczenia
- Krzyż Wielki Orderu Sokoła Islandzkiego (Islandia, 2003)[3].